# 앤서니 크람라이터
앤서니 크람라이터(Anthony Kramreither, 1926년 8월 7일 ~ 1993년 2월 8일)는 오스트리아 태생의 캐나다 배우 겸 영화 제작자이다.
오스트리아 빈에서 태어났으며 캐나다 리치먼드힐에서 사망하였다.

## 영화
- 화이트 라이트 (1991년)
- 프릭쇼 (1989년)
- 악마의 뇌 (1988년)
- 잃어버린 날개 (1986년)
- 올 인 굿 테이스트 (1983년)